# Torre de Ben Cachón
Antigua torre musulmana localizada en Las Herencias (Toledo), está en una zona de pequeños montes, llamada Los Castillo, al lado del río Tajo. En el año 1801, se derumbó sobre el Tajo, cuando el nivel del río baja, se puede pasear por la zona (aunque está embarrada), y ver los resto de la Torre de Ben Cachón.